# NY1
NY1 (также офиц. известный как Spectrum News NY1 и произносимый как New York One) — американский кабельный новостной телеканал, основанный компанией Time Warner Cable, которая сама принадлежит Charter Communications после её приобретения в мае 2016 года. Канал круглосуточно транслирует новости, уделяя особое внимание пяти районам Нью-Йорка. В его программах в основном освещаются новости, дорожное движение и погода, однако на NY1 также транслируются специальные программы, такие как «Внутри здания мэрии» (которая во время выборов мэра Нью-Йорка переименована в «Дорога к зданию мэрии»).
Канал NY1 доступен в нью-йоркской системе Spectrum на канале 1 в стандартной четкости и на канале 200 в высокой четкости . В районе Нью-Йорка на канале Optimum он транслируется на 8-м канале в формате HD. Канал доступен более чем двум миллионам абонентов кабельного телевидения в пяти районах Нью-Йорка, а также в большинстве районов Нью-Джерси, обслуживаемых Spectrum и Optimum (где его можно увидеть на Channel 64), в Маунт-Верноне в округе Вестчестер, штат Нью-Йорк, и на Лонг-Айленде . на 2019 год, NY1 недоступен на Verizon FiOS.